# Hermigário
Hermigário (em latim: Heremigarius; m. 429) foi um chefe militar suevo de princípios do século V. É citado na Crônica de Idácio de Chaves dirigindo uma expedição sueva na Lusitânia nos começos do ano 429, onde enfrentou o rei vândalo Genserico (r. 428–477). 
Isto ocorreu antes de Genserico partir com o seu povo para África, a pedido do conde Bonifácio. A batalha ocorreu numa ribeira do rio Ana (Guadiana), nas proximidades de Mérida, e acabou com a morte de Hermigário.

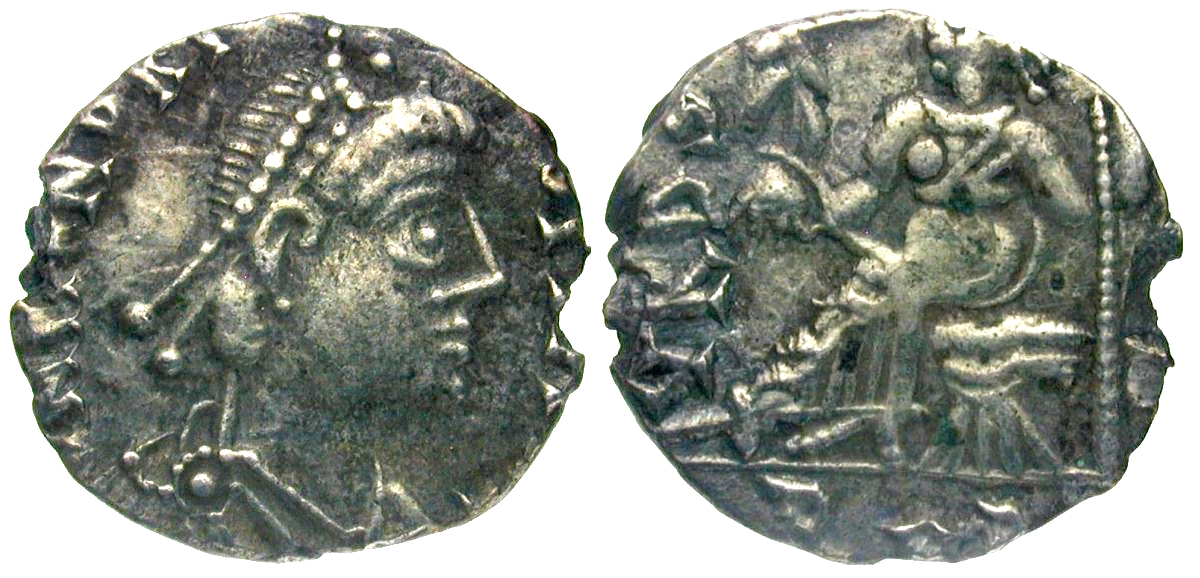
Síliqua do rei vândalo Genserico r.